# Pommersche Lebensbilder
Die Pommerschen Lebensbilder sind eine Sammlung von Biographien über Personen aus der Geschichte Pommerns. Sie wurde in mehreren Bänden durch die Historische Kommission für Pommern herausgegeben.

## Entstehung
Die Historische Kommission für Pommern setzte Anfang der 1930er Jahre einen Unterausschuss, bestehend aus
- Adolf Hofmeister, Greifswald
- Erich Randt, Stettin
- Martin Wehrmann, Stargard in Pommern

zur Herausgabe einer Sammlung pommerscher Lebensbilder ein. Nach der Versetzung von E. Randt nach Breslau übernahm der Stettiner Stadtbibliothekar Wilhelm Braun dessen Aufgaben.

## Bände I bis IV
Vor dem Zweiten Weltkrieg wurden im Verlag Leon Sauniers Buchhandlung Stettin drei Bände herausgegeben:
- Band I: Pommern des 19. und 20. Jahrhunderts. 1934.
- Band II: Pommern des 19. und 20. Jahrhunderts. 1936.
- Band III: Pommern des 18., 19. und 20. Jahrhunderts. 1939.

Für den Band IV lagen die Druckfahnen 1942 bereits vor; der Krieg verhinderte jedoch den Druck. So konnte der vierte Band erst 1966 durch Dr. Walter Menn im Böhlau Verlag Köln Graz herausgegeben werden, allerdings ohne Beigabe von Porträtfotos.

## Lebensbeschreibungen in den Bänden I bis IV
Folgende Personen wurden mit Beiträgen gewürdigt (in Klammern der Autor):
- Adelung, Johann Christoph (Kurt Gassen, Greifswald) III 114–128
- Arndt, Ernst Moritz (Ernst Müsebeck, Potsdam) I 1–24
- Arnim, Volkmar von (Alexander Meurer, Hamburg) II 312–322
- Bahnsen, Julius (Kurt Gassen) IV 386–396
- Benzmann, Hans (Ernst Lemke, Stralsund) I 443–456
- Bergholz, Paul (Otto Wiechmann, Bremen) III 368–373
- Beseler, Hans von (Helmuth Rogge, Potsdam) I 370–390
- Biese, Alfred (Hermann Ploetz, Stettin) II 402–411
- Billroth, Theodor (Walther Schönfeld, Greifswald) I 245–251
- Bismarck, Johanna von (Arnold Oskar Meyer, München) I 221–233
- Blecks, Daniel (Otto Altenburg, Stettin) III 170–182
- Blücher, Gebhard Leberecht von (Walter Menn) IV 185–203
- Borcke, Caspar Wilhelm von (Kurt Gassen) IV 85–95
- Brandes, Johann Christian (Kurt Gassen, Greifswald) III 129–141
- Brüggemann, Ludwig Wilhelm (Hellmut Heyden, Stettin) III 142–150
- Bucher, Lothar (Rudolf Ibbeken, Berlin-Nikolassee) II 172–197
- Bülow, Hans von (Wilhelm Magnus von Eberhardt, Charlottenburg) II 144–159
- Bülow-Cummerow, Ernst von (Erich Krauß) IV 228–240
- Burmeister, Hermann (Peter Pooth) IV 361–371
- Casten, Johann (Hellmuth Heyden, Stettin) III 62–68
- Clausius, Rudolf (Friedrich Krüger, Greifswald) I 208–211
- Cothenius, Christian Andreas (Edith Heischkel, Berlin) III 39–47
- Dähnert, Johann Carl (Ernst Zunker) IV 123–142
- Delbrück, Max (Walter Hückel, Breslau) II 362–369
- Doenniges, Wilhelm von (Eugen Franz, München) II 103–121
- Dohrn, Anton (Curt Herbst, Heidelberg) I 293–303
- Droysen, Johann Gustav (Felix Gilbert[1], Berlin) I 141–154
- Flemming, Hans Curt (Wilhelm Eggebrecht, Stettin) II 435–443
- Friedrich, Caspar David (Karl Wilhelm Jähnig[2], Dresden) I 25–42
- Fuchs, Paul Freiherr von (Paul Haake) IV 53–69
- Gierke, Otto von (Erich Molitor, Greifswald) I 304–312
- Giesebrecht, Ludwig (Otto Altenburg) IV 292–315
- Gilly, Friedrich (Otto Holtze, Stettin) III 204–215
- Glasenapp, Otto von (Bodo von Wedel, Berlin) II 394–401
- Goltz, Rüdiger Freiherr von der (Rüdiger Freiherr von der Goltz, Kreitzig)/ I 279–287
- Graßmann, Hermann (Friedrich Engel[3], Gießen) II 74–84
- Gribel, Friedrich Wilhelm (Wilhelm Braun, Stettin) III 243–255
- Grieben, Hermann (Werner Bake, Pyritz) I 212–220
- Gützlaff, Karl (Johannes Rahn, Stralsund) II 61–68
- Haese, Georg Friedrich (Martin von Malotki, Buchholz bei Hohenkrug, Kr. Greifenhagen) II 19–27
- Hagenow, Friedrich von (Ernst Habetha, Greifswald) III 266–276
- Haken, Hermann (Erwin Ackerknecht[4], Stettin) II 249–259
- Haker, Heinrich Friedrich (Johanna von Engelmann, geb. Haker, München) II 237–248
- Haupt, Erich (Eduard Freiherr von der Goltz, Greifswald) II 288–295
- Haupt, Wilhelm (Helmuth Haupt, Breslau) I 336–345
- Helvig, Karl von (Erich Gülzow) IV 204–217
- Hertzberg, Ewald Friedrich Graf von (Paul Haake, Berlin) III 89–113
- Heyden, Otto (Otto Holtze, Stettin) I 190–196
- Hildebrandt, Ulrich (Anni Hildebrandt) IV 432–441
- Hoefer, Edmund (Bruno Sauer, Plauen) III 297–307
- Hoeppner, Ernst von (Hans Arndt, Berlin) I 422–429
- Hoffmann, Hans (Rudolf Hoffmann, Hannover) II 323–339
- Holtz, Wilhelm (Friedrich Krüger, Greifswald) I 275–278
- Homeyer, Alexander von (Joachim Steinbacher, Berlin-Karlshorst) I 261–265
- Homeyer, Carl Gustav (George A. Löning) IV 316–323
- Jühlke, Ferdinand (Ernst Jordan, Berlin-Steglitz) I 155–161
- Kleist, Ewald Christian von (Wilhelm Eggebrecht, Stettin) III 47–61
- Kleist-Retzow, Hans von (Arnold Oskar Meyer, Berlin) II 122–143
- Klempin, Karl Robert (Erich Randt, Stettin) I 176–189
- Krause, Friedrich Wilhelm (Rektor Robert Burkhardt[5], Swinemünde>) II 28–40
- Krockow, Graf Reinhold von (Hermann Klaje) IV 218–227
- Kromayer, Johannes (Hans Volkmann) IV 422–431
- Kruse, Heinrich (Karl Buchheim, Leipzig) I 162–175
- Kugler, Franz (Kurt Karl Eberlein, Berlin-Charlottenburg) I 123–140
- Lange, Henry (Hermann Haack, Gotha) III 308–317
- Lappe, Karl (Erich Gülzow, Barth) III 216–225
- Ledebour, Karl Friedrich von (Martin Möbius, Frankfurt a. M.) III 256–265
- Lemcke, Hugo (Martin Wehrmann, Stargard) I 266–274
- Lenz, Friedrich (Theodor Reh, Berlin-Nikolassee) I 322–335
- Lenz, Max (Paul Haake, Berlin) II 340–361
- Lietz, Hermann (Otto Flug, Kassel) I 436–442
- Lilienthal, Otto (Friedrich Krüger, Greifswald) I 346–350
- Lorenz, Carl Adolf (Günther Kittler, Altdamm) III 349–358
- Maaß, Leberecht (Ernst Oldwig von Natzmer, Stettin) III 387–396
- Malkewitz, Gustav (Adolf Erdmann, Stargard i. Pom.) I 430–435
- Maltzahn-Gültz, Helmuth Freiherr von (Helmuth Freiherr von Maltzahn, Schossow bei Tützpatz) II 266–280
- March, Ernst (Paul March, Berlin-Charlottenburg) II 50–60
- Meinhold, Karl (Paul Meinhold, Stettin) II 93–102
- Mevius, David (Erich Molitor) IV 1–8
- Mohnike, Gottlieb (Erich Gülzow, Barth) I 53–62
- Müller, Andreas (Hans Wehr) IV 21–35
- Mursinna, Christian Ludwig (Edith Heischkel, Berlin) III 151–160
- Neitzel, Otto (Hans Engel, Greifswald) I 391–394
- Nettelbeck, Joachim (Hermann Klaje, Kolberg) II 1–18
- Nobert, Friedrich Adolph (Friedrich Krüger, Greifswald) II 69–73
- Normann, Karl von (Ernst Schröder, Berlin) III 327–340
- Nüscke, Albert Emil (Otto Altenburg, Stettin) II 160–171
- Osten, Friedrich Wilhelm von der (Graf von Bismarck-Osten) IV 142–152
- Palleske, Emil (Maximilian Weller) IV 372–385
- Pauli, Karl (Erich Gülzow) IV 397–408
- Petrich, Hermann (Otto Altenburg, Stettin) III 359–367
- Pietschmann, Richard (Walter Menn[6], Greifswald) II 388–393
- Platen, Balzer Bogislaus Graf von (Erich Gülzow, Barth) II 41–49
- Plüddemann, Hermann (Arthur Schulz, Stettin) II 85–92
- Plüddemann, Martin (Hans Engel, Greifswald) I 395–403
- Putbus, Malte Fürst und Herr zu (Alfred Haas, Stettin) I 63–70
- Puttkamer, Robert von (Annemarie von Puttkamer, Karzin) I 234–244
- Ramler, Karl Wilhelm (Wilhelm Eggebrecht) IV 153–167
- Reichardt, Gustav (Hans Engel, Greifswald) I 94–97
- Reimer, Georg Andreas (Kurt Gassen, Greifswald) III 226–242
- Rodbertus, Karl (Karl Muhs, Greifswald) I 117–122
- Roon, Albrecht Graf von (Reinhard Hübner, Klein-Machnow) I 98–116
- Rüchel, Ernst von (Heinz Riese, Potsdam) III 183–190
- Rühl, Hugo (Adolf Blümcke, Cammin) II 302–311
- Ruhnken, David (Franz Egermann, Greifswald) III 69–88
- Runge, Philipp Otto (Paul F. Schmidt, Berlin-Wilmersdorf) I 43–52
- Scheele, Carl Wilhelm (Georg Lockemann) IV 168–184
- Scheibert, Carl Gottfried (Friedrich Schulze, Leipzig) III 277–283
- Schildener, Karl (Erich Gülzow) IV 267–281
- Schill, Ferdinand von (Hermann Klaje) IV 241–266
- Schleich, Carl Ludwig (Wolfgang Goetz, Stahnsdorf) II 412–423
- Schmückert, Heinrich (K. Schwarz) IV 282–291
- Schömann, Georg Friedrich (Franz Egermann, Greifswald) I 88–93
- Schröder, Ludwig von (Adolf von Trotha, Berlin-Glienicke) I 404–421
- Schröder, Richard (Erich Molitor, Greifswald) I 288–292
- Schulze, Franz Eilhard (Richard Hesse, Berlin) II 281–287
- Schwarz, Albert (Kurt Gassen, Greifswald) II 424–434
- Schwerin, Curt Christoph Graf von (Hermann Wendt, Tübingen) III 1–38
- Schwerin, Otto von (Max Hein) IV 9–20
- Segebarth, Johann (Erich Gülzow, Barth) III 341–348
- Selle, Christian Gottlieb (Edith Heischkel, Berlin) III 161–169
- Senfft von Pilsach, Ernst Freiherr (Paul Haake) IV 324–360
- Spalding, Johann Joachim (Alfred Uckeley) IV 110–122
- Sparr, Karl (Hans Hoffmann, Stettin) III 374–386
- Splitgerber, David (Wilhelm Treue) IV 70–84
- Stech, Andreas (Leni Telger) IV 36–52
- Steffen, August (Martin Bethe, Stettin) III 318–326
- Stenzler, Adolf Friedrich (Wolfgang Pax, Breslau) III 284–296
- Stephan, Heinrich (Oskar Grosse, München) I 252–260
- Tiburtius, Franziska (Walther Schönfeld, Heidelberg) II 296–301
- Toepffer, Albert Eduard (Wilhelm Braun, Stettin) I 313–321
- Virchow, Rudolf (Rudolf Beneke, Marburg) II 198–236
- Vogt, Friedrich (Gustav Rosenhagen, Hamburg) II 370–376
- Voß, Richard (Wanda von Puttkamer, Charlottenburg) II 377–387
- Wangenheim, Conrad Freiherr von (Hans Freiherr von Wangenheim, Berlin) I 351–369
- Wiebeking, Karl Friedrich (Wilhelm Güthling, Berlin-Dahlem) III 191–203
- Winterfeldt, Hans Karl von (Kurt von Priesdorff) IV 96–109
- Wrangel, Friedrich Graf von (Karl Haenchen, Berlin-Zehlendorf) I 71–87
- Wuthenow, Alwine (Otto Altenburg, Stettin) I 197–207
- Zieten-Schwerin, Albert Julius Graf von (Eduard Freiherr von der Goltz, Greifswald) II 260–265

## Bände V bis VII
Einzelne später in der Reihe der Forschungen zur Pommerschen Geschichte erschienene Darstellungen wurden zugleich als Bände der Pommerschen Lebensbilder gezählt. Dies sind:
- Band V: Hugo Gotthard Bloth: Die Kirche in Pommern. Auftrag und Dienst der Evangelischen Bischöfe und Generalsuperintendenten der Pommerschen Kirche von 1792 bis 1919. Forschungen zur Pommerschen Geschichte, Reihe V, Band 20. Böhlau Verlag, Köln Wien 1979, ISBN 3-412-03478-9.
- Band VI: Werner Schwarz: Pommersche Musikgeschichte. Band 2, Lebensbilder von Musikern in und aus Pommern. Forschungen zur Pommerschen Geschichte, Reihe V, Band 28. Böhlau Verlag, Köln Weimar Wien 1994, ISBN 3-412-13193-8.[7]
- Band VII: Eckhard Wendt: Stettiner Lebensbilder. Forschungen zur Pommerschen Geschichte, Reihe V, Band 40. Böhlau Verlag, Köln Weimar Wien 2004, ISBN 3-412-09404-8.

Ab 2013 werden mit dem mehrbändigen Biographischen Lexikon für Pommern (=Veröffentlichungen der Historischen Kommission für Pommern. Reihe V, Band 48) weitere Biografien veröffentlicht.